# Liste des émissions de Des racines et des ailes
 (novembre 2023).
Si vous disposez d'ouvrages ou d'articles de référence ou si vous connaissez des sites web de qualité traitant du thème abordé ici, merci de compléter l'article en donnant les références utiles à sa vérifiabilité et en les liant à la section « Notes et références ».
Cette page présente la liste des émissions du magazine télévisé français Des racines et des ailes.

## Saison 1 (1997 - 1998)
| 1 | 26/11/1997 | À Parthenay       | Algérie : regards de femmes La dyslexie en France USA : des femmes dans la milice      |
| 2 | 24/12/1997 | À Compiègne       | Les sapeurs-pompiers                                                                   |
| 3 | 28/01/1998 | À Marseille       | Après l'amour, le désamour Un Français au pays du vaudou                               |
| 4 | 25/02/1998 | À Lille           | Des bébés à la carte Adolescents fugueurs Chasseurs de météorites                      |
| 5 | 25/03/1998 | À l’opéra de Lyon | Bioforce, humanitaires                                                                 |
| 6 | 29/04/1998 | À Rennes          | Rajeunir à tout prix Iran : le combat des femmes La vie par-dessus tout                |
| 7 | 27/05/1998 | À Toulouse        | Les prisonnières de Kaboul Le clown de l'espoir Ados violents : le combat des familles |

## Saison 2 (1998 - 1999)
| 8  | 1  | 16/09/1998 | À La Boulaye, dans un temple bouddhiste             | La bouddhamania Les enfants du carrefour Vous avez dit surdoués ?                         |
| 9  | 2  | 30/09/1998 | Aux archives nationales                             | Nés sous X Liban, l'enfance volée Histoires de famille                                    |
| 10 | 3  | 14/10/1998 | Aux Thermes d'Enghien-les-Bains                     | L'obésité n'est pas une fatalité Fumeurs s'abstenir                                       |
| 11 | 4  | 28/10/1998 | Au prieuré de Saint Cosme demeure de Pierre Ronsard | De l'or au bout des doigts Maman à l'âge du lycée Interdit aux hommes                     |
| 12 | 5  | 11/11/1998 | Aux grottes de Choranges                            | De la folie au baby-blues Le mystère des glaces Le petit ange de Bogota                   |
| 13 | 6  | 25/11/1998 | À Angers                                            | Tibet Sectes Algérie                                                                      |
| 14 | 7  | 09/12/1998 | Au Mont-Saint-Michel                                | Le Mont-Saint-Michel Le Québec                                                            |
| 15 | 8  | 06/01/1999 | Le Grand Orient de France                           | Un petit coin de paradis Prison en famille                                                |
| 16 | 9  | 20/01/1999 | À l'école de danse de l'opéra de Paris              | Russie : les naufragés de l'empire Le prix de l'excellence Les cocos girls                |
| 17 | 10 | 03/02/1999 | À la montagne des sauveteurs                        | Les sauveteurs de montagne de Versoul                                                     |
| 18 | 11 | 17/02/1999 | À Concarneau                                        | Marins de chalutiers et leurs épouses Mercenaires français en Sierra Leone                |
| 19 | 12 | 03/03/1999 | Au grand théâtre de Chaillot : Spécial Justice      | Le viol de l’innocence Emma Bonino, diplomate de terrain Corée du Nord : témoins en fuite |
| 20 | 13 | 17/03/1999 | Au Palais de Justice de Rouen : Spécial Justice     | Juges de crise Les nouveaux paradis Vienne, toute la ville danse                          |
| 21 | 14 | 07/04/1999 | Au Kremlin Bicêtre                                  | Les nouveaux grands-parents Illettrisme Anorexie                                          |
| 22 | 15 | 21/04/1999 | En Avignon                                          | portrait de 3 sites classés en France, en Italie et en Égypte                             |
| 23 | 16 | 05/05/1999 | À l'observatoire de Nice                            | spécial astronomie avec Jean-Claude Valtier                                               |
| 24 | 17 | 02/06/1999 | À Bordeaux                                          | Kosovars : avis de recherche Un mur dans la tête Louisiane, un air de France              |
| 25 | 18 | 16/06/1999 | À l'abbaye de Montmajour en Arles                   | reportage avec Anne Matheron                                                              |

## Saison 3 (1999 - 2000)
Dans cette saison et les 3 suivantes, le n° absolu de l'émission est donné entre parenthèses. Mais il faut avoir conscience que cette numérotation ne tient pas compte des rediffusions de précédentes émissions ou compilations qui ont eu lieu pendant les vacances d'été (voir aussi la note (*) dans la saison 2009-2010). 
- S3E1 (26) 8 septembre 1999 : À Rocamadour (Compostelle, à chacun son chemin ; Angkor halte au pillage ; Un palais pour ambassade)
- S3E2 (27) 22 septembre 1999 : À la cité des sciences de Paris (Des enfants en or ; Les sentinelles de la terre ; Quand les chercheurs font la mode)
- S3E3 (28) 13 octobre 1999 : Au château de Blois
- S3E4 (29) 27 octobre 1999 : Enquête sur les sectes (Les sectes et l’argent ; Après la secte… ; Moon)
- S3E5 (30) 10 novembre 1999 : Au palais des ducs de Dijon (Las Vegas sur Seine ; Produits de terroir contre malbouffe ; Dorine l’envol américain)
- S3E6 (31) 24 novembre 1999 : Aux greniers Saint-Jean d’Angers (Les 10 ans des droits de l’enfant)
- S3E7 (32) 8 décembre 1999 : À la cité universitaire internationale de Paris (Des mères contre les armes ; Générosité 2000 ; Les Amish ou le temps suspendu ; Minuit pile)
- S3E8 (33) 12 janvier 2000 : Au musée d’histoire de la médecine (Comment rester jeune plus longtemps et allonger sa durée de vie ; Comment faire naître au monde un bébé parfait ; Les recherches sur les robots et leurs applications dans notre vie quotidienne)
- S3E9 (34) 26 janvier 2000 : Au studio d’art contemporain du Fresnoy (Grandir ensemble ; Loin des yeux près du cœur)
- S3E10 (35) 9 février 2000 : Au pavillon Baltard (Les bébés du cœur ; Bénévoles du cœur réveillon ; Deuxième vie)
- S3E11 (36) 23 février 2000 : Au palais de la Bourse de Marseille (Comportement de l'enfant, Le mal-être de l'adolescence, Les pères qui se sont arrêtés de travailler pour s'occuper de leurs enfants)
- S3E12 (37) 8 mars 2000 : À l’université Marc Bloch de Strasbourg (Israël Nisand ; Le cœur de demain)
- S3E13 (38) 22 mars 2000 : Aux thermes de Cluny (Bretagne, marée noire trois mois après l'Erika ; Proche Orient, au pays de l'or bleu ; Vietnam, bienvenue aux touristes)
- S3E14 (39) 5 avril 2000 : À l’encan de la Rochelle (Violence à l’école ; Assise ; Marais Poitevin)
- S3E15 (40) 19 avril 2000 : Au Louvre (L’Égypte à la folie, Le Louvre côté coulisse)
- S3E16 (41) 3 mai 2000 : Au conseil d’état de Paris (SOS littoral ; Une école pour tous ; Maroc, pour le droit des femmes)
- S3E17 (42) 17 mai 2000 : À l’orangerie du château de Versailles (Versailles secret ; Versailles côté jardin ; Les fous de châteaux)
- S3E18 (43) 14 juin 2000 : À la villa Kérylos de Beaulieu-sur-Mer (Grèce, la nouvelle odyssée, Côte d’Azur, les villas passions ; Rêve australien)

## Saison 4 (2000 - 2001)
- S4E1 (44) 20 septembre 2000 : À Louxor (Les clés de Louxor ; Saqqarah, à la recherche des tombeaux disparus ; Les gens du Nil ; Les palais du Caire)
- S4E2 (45) 4 octobre 2000 : Au centre Pompidou (L’école du respect ; Fête à Venise ; Les habits neufs du Centre Pompidou ; L’infiltration des sectes dans la médecine traditionnelle)
- S4E3 (46) 18 octobre 2000 : Avec Bernadette Chirac (Maux d’ados, 10 mois après ; Des couleurs pour l’hôpital, L’école de la réussite)
- S4E4 (47) 15 novembre 2000 : À l’hôpital Saint-Jean d’Angers (Les enfants de la Casa ; Epilepsie, pour en finir avec la peur ; Guyane, l’eldorado à portée de main ?)
- S4E5 (48) 29 novembre 2000 : Au palais de la bourse de Bordeaux (Ces ados qui changent de visage ; Au secours la vie ; Le ballet de l’espoir)
- S4E6 (49) 13 décembre 2000 : À Persépolis (Iran lève le voile ; Thalasso à la carte ; Les hôtels de l’extrème)
- S4E7 (50) 10 janvier 2001 : Au pays des Maharadjahs ; Un bébé après 40 ans ; USA, révolution sur l’école
- S4E8 (51) 7 février 2001 : Au-delà des préjugés (Un cirque contre l’apartheid ; Une vie à part entière ; Les prisonniers du feu)
- S4E9 (52) 21 février 2001 : À l’abbaye de Fontrenaud (La vallée des rois ; Les maisons troglodytes ; Des ailes pour le passé ; Mon château en Amérique)
- S4E10 (53) 7 mars 2001 : Avec Ingrid Betancourt et Don Cesare Lodeserto (Une femme contre la corruption ; Trafic de femmes ; Rendez-vous pour l’éternité)
- S4E11 (54) 28 mars 2001 : À Dunkerque (Budapest, la belle Danube ; Dunkerque à la folie ; Ados et déjà patrons)
- S4E12 (55) 18 avril 2001 : Lisbonne, la métamorphose ; Les jeunes et l’alcool, la liaison dangereuse ; Chine, rêves d’ailleurs
- S4E13 (56) 2 mai 2001 : Les vacances (Italie, la magie des lacs ; Le guide de vos vacances ; Au fil du Mékong)
- S4E14 (57) 23 mai 2001 : Au musée de la civilisation gallo-romaine de Lyon (Pompéi, le renouveau ; Passions andalouses ; Fresques érotiques de Pompéi ; Iran, la mémoire retrouvée)
- S4E15 (58) 6 juin 2001 : Au fort de Saint Agathe à Porquerolles (Porquerolles, la perle du sud ; Cuba dans tous ses états ; Mon paradis à moi)

## Saison 5 (2001 - 2002)
- S5E1 (59) 12 septembre 2001 : Au palais de Dolmabahçe d’Istambul (Topkapi, le palais des sultans ; Avec vues sur le Bosphore ; Le secret des Derviches ; Voyage en Capadoce)
- S5E2 (60) 19 septembre 2001 : Cherche femme Russe
- S5E3 (61) 26 septembre 2001 : Au Palais de la découverte (DHEA, la pilule miracle ; New York après la catastrophe ; Surdouées, le revers de la médaille)
- S5E4 (62) 3 octobre 2001 : GIGN, Cobra 13
- S5E5 (63) 10 octobre 2001 : La secte oubliée ; La clinique de l’espoir ; Le Mandarom, une secte près de chez soi
- S5E6 (64) 17 octobre 2001 : Sur les ruines du World Trade Center (Les héros de Manhattan)
- S5E7 (65) 24 octobre 2001 : Spécial Saint-Pétersbourg
- S5E8 (66) 31 octobre 2001 : Avec Mireille d’Arc (La deuxième vie)
- S5E9 (67) 14 novembre 2001 : Le goût de la vie
- S5E10 (68) 21 novembre 2001 : À l’hôtel de Lassay (France, paroles d’esclaves ; Témoignage de Aïcha ; Dans l’intimité de la République ; Corée du Nord, le grand mensonge)
- S5E11 (69) 28 novembre 2001 : Les fous de châteaux ; Châteaux made in USA
- S5E12 (70) 5 décembre 2001 : Au musée d’Art et d’Industrie de Roubaix (Maroc, palais à vendre ; Palerme, sur les traces du guépard ; Palm springs, rêves de star)
- S5E13 (71) 12 décembre 2001 : Las Vegas, l’envers du décor
- S5E14 (72) 19 décembre 2001 : Dans le secret des chefs
- S5E15 (73) 30 janvier 2002 : La Terre sous surveillance ; Violences conjugales ; La revanche des indiens
- S5E16 (74) 13 février 2002 : Maigrir pour vivre mieux
- S5E17 (75) 20 février 2002 : Des parrains pour la vie ; Salvador, à la recherche des enfants volés ; Essaouira, l’ensorceleuse
- S5E18 (76) 27 février 2002 : À Florence (Au temps des Médicis ; L’énigme du dôme ; Dynasties ; La fièvre du Moyen Âge)
- S5E19 (77) 20 mars 2002 : À la Conciergerie de Paris (Notre Dame, cette inconnue : Un palais au cœur de la cité ; Les anges gardiens de la seine)
- S5E20 (78) 27 mars 2002 : Le marché de la misère : Cambodge et Bangkok
- S5E21 (79) 3 avril 2002 : Le printemps de Kaboul ; Barcelone, la folie Gaudi
- S5E22 (80) 10 avril 2002 : Au musée National des arts d’Afrique et d’Océanie de Paris (Au pays de l’or blanc ; Au fil du fleuve Niger ; Les combattants du désert ; La magie des dogons)
- S5E23 (81) 17 avril 2002 : Tout pour plaire
- S5E24 (82) 24 avril 2002 : À la chapelle Saint-Sauveur de Saint-Malo (A la rencontre des pharaons ; Sur la route des croisés ; Les héritiers de Jacques Cartier)
- S5E25 (83) 15 mai 2002 : Au beffroi de Bruges (Bruges la vivante ; Les trésors de Salamanque ; Les filles de Saint-Benoît ; Entre terre et mer)
- S5E26 (84) 29 mai 2002 : À la saline royale d’Arc-et-Senans (Avec vues sur Naples ; Paradis à préserver ; Chercheurs de trésor)
- S5E27 (85) 5 juin 2002 : Voyages à la cartes

## Saison 6 (2002 - 2003)
- S6E1 (86) 11 septembre 2002 : New York : 11 septembre
- S6E2 (87) 18 septembre 2002 : Spécial Prague à la salle du château de Prague (Hradcany) (Au cœur du château ; Prague l’envouteuse ; Le réveil de la bohême ; L’été prochain à Marienbad)
- S6E3 (88) 2 octobre 2002 : Illettrisme, le courage d’apprendre ; Sur les traces d’Alexandre Dumas ; Pérou, la civilisation oubliée
- S6E4 (89) 9 octobre 2002 : La section de recherche de la gendarmerie de Strasbourg
- S6E5 (90) 23 octobre 2002 : À la villa Médicis de Rome (La France à Rome ; Les princes noirs ; Rome ne s’est pas faite en un jour ; Du pain et des jeux)
- S6E6 (91) 6 novembre 2002 : Chine, un autre visage ; Alcoolisme, femmes en danger ; La parade de Boudha
- S6E7 (92) 20 novembre 2002 : Des femmes chez les pompiers de Paris
- S6E8 (93) 11 décembre 2002 : Aux anciennes Subsistances militaires de Lyon (Roumanie, l’histoire retrouvée ; Inde, Calcutta, entre mythe et réalité ; Russie, passion Napoléon)
- S6E9 (94) 18 décembre 2002 : L'enfant d'une autre
- S6E10 (95) 15 janvier 2003 : Le plus beau des métiers
- S6E11 (96) 22 janvier 2003 : Au musée d’Orsay (Au temps des expos ; La révolution Haussmann ; Les amoureux de Montmartre)
- S6E12 (97) 5 février 2003 : À la cité de la mer de Cherbourg (En route vers l’Amérique ; Buenos Aire, un rêve d’Europe ; Queen Mary II ; Chicago, la cité des gratte-ciels)
- S6E13 (98) 12 février 2003 : Maigrir pour vivre
- S6E14 (99) 12 mars 2003 : Au conseil économique et social de Paris (Montréal, quand les femmes font la sécurité ; La révolution du temps libre ; Ecosse au cœur)
- S6E15 (100) 26 mars 2003 : Violences conjugales, la fin du silence
- S6E16 (101) 9 avril 2003 : À l’Alcazar de Séville (Séville, la métisse ; Séville passionnément ; 1942, l’année décisive ; Au fil du Guadalquivir)
- S6E17 (102) 30 avril 2003 : Cœurs à prendre
- S6E18 (103) 7 mai 2003 : Aux grandes écuries du château de Chantilly (Les trésors de Chantilly ; Les fêtes du grand siècle ; Vues du Maroc)
- S6E19 (104) 21 mai 2003 : Au Cap Sounion (Iles de Légende ; Acropole, la fabuleuse histoire ; Le Centre du monde ; Au pays des îles)
- S6E20 (105) 4 juin 2003 : Au château comtal de Carcassonne (Carcassonne, la citadelle idéale ; Visite des châteaux cathares ; Mon fort à moi ; Mémoires d’haciendas)
- S6E21 (106) 18 juin 2003 : Bienvenue en France

## Saison 7 (2003 - 2004)
À partir de cette saison un décalage de 40 (qui s'accentue au fil des années) apparaît sur le n° absolu. Voir note (*) dans la saison 13 pour plus d'explications.
- (147-01-S7) 17 septembre 2003 : Sur la piste des trafiquants d’art
- (148-02-S7) 24 septembre 2003 : À Dubrovnik

- Dubrovnik, la rivale de Venise
- Split, la ville palais
- Femmes de Vukovar
- Les perles de l’Adriatique
- (149-03-S7) 8 octobre 2003 : Des femmes chez les pompiers, un an après
- (150-04-S7) 15 octobre 2003 : Dynasties

- Kennedy, un mythe américain
- Iran, la dernière impératrice
- Grande Bretagne, être Lord aujourd’hui
- (151-05-S7) 5 novembre 2003 : Au musée Guimet de Paris

- Afghanistan, à la recherche des trésors perdus
- Angkor, une passion française
- Japon, traditions et avant garde
- (152-06-S7) 19 novembre 2003 : De l’ombre à la lumière
- (153-07-S7) 26 novembre 2003 : À l’école des chefs
- (154-08-S7) 10 décembre 2003 : À la bibliothèque nationale de Vienne

- Schönbrunn, le Versailles autrichien
- Sissi, l’impératrice errante
- Vienne, le paradis des musiciens
- Vienne ou l’art de vivre
- (155-09-S7) 21 janvier 2004 : Madame la commissaire
- (156-10-S7) 18 février 2004 : À la Sorbonne

- Au cœur du quartier latin
- Côté rive gauche
- Montparnasse à la folie
- (157-11-S7) 3 mars 2004 : Au palais royal de Caserte

- Naples, la métamorphose
- Caserte, le Versailles Napolitain
- Pompéi, Herculanum, le passé révélé
- La baie de Naples, un paradis entre mer et Vésuve
- (158-12-S7) 17 mars 2004 : Contre la violence routière
- (159-13-S7) 31 mars 2004 : Malte, au cœur de la méditerranée ; Riga, la révélation ; Budapest, la porte de l’orient ; Les chevaliers de l’ordre de Malte
- (160-14-S7)14 avril 2004 : À l’opéra de Lille

- L’âge d’or retrouvé
- Rubens le flamboyant
- Gênes la secrète
- (161-15-S7) 5 mai 2004 : Bienvenue en France, un an après
- (162-16-S7) 19 mai 2004 : Une vie de Palace
- (163-17-S7) 26 mai 2004 : Au Musée Gallo-romain de Périgueux

- Voyage en Gaule romaine
- Rome capitale d’empire
- Sur les traces de Cléopâtre
- Restaurateurs sans frontières
- (164-18-S7) 9 juin 2004 : Vive le mariage

## Saison 8 (2004 - 2005)
- 8 septembre 2004 : Venise secrète
- (165-01-S8) 15 septembre 2004 : Spécial Paris aux Invalides

- Hôtel des Invalides
- Place Vendôme
- Paris impérial
- (166-02-S8) 13 octobre 2004 : À l’abbaye royale de Royaumont

- Sur les traces de Saint-Louis
- Jacques Cœur : l’argentier du roi
- Birmanie, trésor sous embargo
- (167-03-S8) 27 octobre 2004 : GIGN, à l'épreuve de la sélection
- (168-04-S8) 24 novembre 2004 : À la cité de Pétra, spécial Jordanie
- (169-05-S8) 8 décembre 2004 : L’enfant d’une autre, un an après
- (170-06-S8) 15 décembre 2004 : À Vaux-le-Vicomte

- Un modèle pour Versailles
- La fête des sens
- Au plaisir de Bacchus
- (171-07-S8) 5 janvier 2005 : Antiquités, brocantes, Drouot dans les coulisse du marché de l’art
- (172-08-S8) 9 février 2005 : Au muséum d’histoire naturelle de Paris

- Les clefs de la longévité
- Madagascar, au bonheur des lémuriens
- Coup de chaud sur la Terre
- (173-09-S8) 2 mars 2005 : À l’Abbaye-aux-hommes de Caen, spécial Normandie
- (174-10-S8) 19 mars 2005 : À l’école des commissaires
- (175-11-S8) 30 mars 2005 : Au palais Mnebbi de Marrakech, spécial Maroc
- (176-12-S8) 13 avril 2005 : Hôtels de légende

- Les palais de l'Inde
- Le Plaza Athénée à Paris
- (177-13-S8) 27 avril 2005 : Au palais Itamaraty de Rio de Janeiro, spécial Brésil
- (178-14-S8) 25 mai 2005 : À l’hôtel de ville de Nancy, spécial Nancy
- (179-15-S8) 15 juin 2005 : Spécial Naples

## Saison 9 (2005 - 2006)
- (180-01-S9) 7 septembre 2005 : Brocantes et vide-greniers à Paris
- (181-02-S9) 14 septembre 2005 : Au Grand Palais
- (182-03-S9) 12 octobre 2005 : Contre la violence routière, le combat continue
- (183-04-S9) 9 novembre 2005 - #178 : Spécial Bruxelles

- Au royaume de Belgique
- Les héritiers de Charles Quint
- Au royaume de l'art nouveau
- (184-05-S9) 23 novembre 2005 - #179 : Au Château de Fontainebleau

- De François Ier à Napoléon
- Les secrets d'un génie
- À la cour de François Ier
- (185-06-S9) 30 novembre 2005 : Ma vie après le tsunami
- (186-07-S9) 4 janvier 2006 : Dans les coulisses des métiers du luxe
- (187-08-S9) 18 janvier 2006 : Spécial «Patrimoine mondial» à l'occasion du 60e anniversaire de l'Unesco
- (188-09-S9) 25 janvier 2006 : Guyane, la nouvelle ruée vers l'or
- (189-10-S9) 15 février 2006 : Avignon
- (190-11-S9) 1er mars 2006 : Paradis à sauvegarder
- (191-12-S9) 15 mars 2006 : Le grand marché de la contrefaçon
- (192-13-S9) 29 mars 2006 : La Sicile
- (193-14-S9) 26 avril 2006 : À Marseille

- Capitale de la Méditerranée
- De Massillia à Marseille
- Un balcon sur la mer
- (194-15-S9) 24 mai 2006 : Spécial Francophonie
- (195-16-S9) 14 juin 2006 : Au musée du Quai Branly
- (196-17-S9) 23 août 2006 : Histoires, Mythes et légendes (1/3)
- (197-18-S9) 30 août 2006 : Histoires, Mythes et légendes (2/3)
- (198-19-S9) 6 septembre 2006 : Histoires, Mythes et légendes (3/3)

- Sur les traces de Cléopâtre
- La Florence de l'Elbe
- Mémoires d'haciendas
- Rendez-vous pour l'éternité

## Saison 10 (2006 - 2007)
- (199-01-S10) 13 septembre 2006 : Rendez-vous au Palais-Royal

- Il était une fois la Comédie-française
- Cyrano côté coulisse
- Au cœur du Palais-Royal
- (200-02-S10) 4 octobre 2006 : À l'école de la cuisine française
- (201-03-S10) 18 octobre 2006 : Les trésors de l'Institut

- Au temps de Béatrice Ephrussi de Rothschild
- Sous la coupole
- Trésors de l'Institut
- (202-04-S10) 1er novembre 2006 : Les pros du voyage
- (203-05-S10) 15 novembre 2006 : Au musée des Arts Décoratifs
- (204-06-S10) 6 décembre 2006 : Rendez-vous à Biarritz
- (205-07-S10) 10 janvier 2007 : Gardiens des trésors du Monde

- Les palais d'Angkor au Cambodge
- Les cités romaines de Tunisie
- Les palais royaux du Bénin
- La réserve naturelle de Scandola en Corse
- (206-08-S10) 7 février 2007 : Métiers du luxe, l'école de l'excellence
- (207-09-S10) 21 février 2007 : Les Rois bâtisseurs

- Vincennes, résidence royale
- Des châteaux pour royaume
- Meknès l'impériale
- (208-10-S10) 27 février 2007 : GIGN, au cœur de l'action
- (209-11-S10) 18 mars 2007 : L'héritage Portugais : de Lisbonne à Goa

- Au temps du roi Manuel
- Un héritage portugais
- Au fil du Douro
- (210-12-S10) 11 avril 2007 : Rendez-vous à la Cité de l'Architecture
- (211-13-S10) 9 mai 2007 : Jardins et parcs d'exception

- François Goffinet en Toscane
- L'école des jardins en Angleterre
- Eric Borja et le jardin japonais
- Patrick Blanc et les murs végétaux
- (212-14-S10) 23 mai 2007 : Paris sur Seine
- (213-15-S10) 30 mai 2007 : Vive le tourisme équitable (Mexique, Bolivie, Népal)
- (214-16-S10) 13 juin 2007 : Un été en France

- Les amoureux du Lubéron
- Bienvenue chez l'habitant
- Biarritz reine des plages, plage des Rois

## Saison 11 (2007 - 2008)
- (215-01-S11) 5 septembre 2007 : Tous gastronomes !
- (216-02-S11) 19 septembre 2007 : Reines, favorites et courtisanes

- Le château des dames
- L'amour de Bonaparte
- Les courtisanes de Venise
- (217-03-S11)3 octobre 2007 : Dans le secret des reines du Nil
- (218-04-S11) 24 octobre 2007 : Gardiens des trésors de la République

- Fontainebleau, l'appartement du pape
- Le mobilier national
- La manufacture de Sèvres
- Patrimoine des ambassades françaises à l'étranger
- (219-05-S11) 21 novembre 2007 : L'art de la Déco d'hier et d'aujourd'hui
- (220-06-S11) 5 décembre 2007 : 10 ans : Spécial Chine
- (221-07-S11) 19 décembre 2007 : Un voyage entre Orient et Occident
- (222-08-S11) 9 janvier 2008 : Rome secrète
- (223-09-S11) 6 février 2008 : Versailles d'hier et d'aujourd'hui

- Il était une fois la galerie des glaces
- Le monde de Marie-Antoinette
- Au royaume de Siam
- (224-10-S11) 20 février 2008 : De l’Étoile à la Concorde

(en direct du Petit Palais à Paris)
- La fabuleuse histoire des Champs-Élysées
- Place de la Concorde
- Avec vue sur les Champs
- (225-11-S11) 5 mars 2008 : Créateurs de légende
- (226-12-S11) 2 avril 2008 : Rêves de bâtisseurs
- (227-13-S11) 9 avril 2008 : Trésors du Val de Loire
- (228-14-S11) 23 avril 2008 : La magie des grands lacs

- Le Lac Léman : le pays des trois soleils
- Le Lac Nasser : des temples sauvés des eaux
- Le Lac Powell : un rêve américain
- (229-15-S11) 7 mai 2008 : Voyages de légende

- Au fil du Mékong au Cambodge
- Les trésors d’Éthiopie
- (230-16-S11) 21 mai 2008 : Voyages en Méditerranée
- (231-17-S11) 4 juin 2008 : Jardins d'Éden

- Arnaud Maurières, Eric Ossart et le jardin arabo-andalou
- Camille Muller à Madagascar

## Saison 12 (2008 - 2009)
- (232-01-S12) 10 septembre 2008 : L'âge d'or de l'Europe médiévale

- L'âge d'or de la Champagne
- La rivale de Florence
- Au royaume de Grenade
- (233-02-S12) 1er octobre 2008 : Trafic d'art : les nouvelles filières
- (234-03-S12) 15 octobre 2008 : Passions Françaises

- L'œnotourisme en bordelais
- Guédelon en Bourgogne
- (235-04-S12) 29 octobre 2008 : Spécial île de la Réunion
- (236-05-S12) 19 novembre 2008 : Le Mont St-Michel
- (237-06-S12) 26 novembre 2008 : Gardiens des palais d'Europe
- (238-07-S12) 10 décembre 2008 : Saint-Pétersbourg secret
- (239-08-S12) 7 janvier 2009 : Arles, le trésor retrouvé
- (240-09-S12) 21 janvier 2009 : Paris secret, Paris insolite

- Un palais d'excellence, la Monnaie de Paris
- Quand Paris s'appelait Lutèce
- Galeries et passages secrets
- (241-10-S12) 18 février 2009 : Gardiens des trésors de Corse

- Anges-gardiens qui viennent de loin
- Défenseur de l'identité culinaire corse
- Protecteur des îles Lavezzi
- (242-11-S12) 11 mars 2009 : Compiègne, une histoire royale et impériale
- (243-12-S12) 25 mars 2009 : L'Italie côté sud : Naples, Capri, Amalfi
- (244-13-S12) 15 avril 2009 : Mon paradis en France
- (245-14-S12) 29 avril 2009 : La Tour Eiffel a 120 ans !

- La fabuleuse histoire de la Tour Eiffel
- Les habits neufs de la Tour Eiffel
- Le style Eiffel
- (246-15-S12) 27 mai 2009 : Passion jardins, passion nature

- Pour l'amour des jardins
- Parcs nationaux, un patrimoine à préserver
- Patagonie, voyage au bout du monde
- (247-16-S12) 10 juin 2009 : Passion Provence

- la Pierre sèche
- les Forêts du Var

## Saison 13 (2009 - 2010)
- (248-01-S13) 16 septembre 2009 : Chef-d'œuvre à restaurer : Les secrets des maîtres
- (249-02-S13) 30 septembre 2009 : Gardiens des trésors des Caraïbes
- (250-03-S13) 7 octobre 2009 - #250 : Venise, le renouveau (*)

- Palais des Doges : au cœur du pouvoir
- Venise, à la pointe des arts
- La Venise des vénitiens
- Venise en terre ferme
- (251-04-S13) 28 octobre 2009 : Chantilly la métamorphose

- Le Nôtre, le Prince des jardins
- Chantilly la métamorphose
- Les ecuyères de Chantilly
- Zanzibar, le nouveau départ
- (252-05-S13) 4 novembre 2009 : Gardiens des trésors d'Extrême-Orient
- (253-06-S13) 11 novembre 2009 : Dynasties

- Le sacre de Reims
- Une cathédrale pour l'éternité
- Les trésors de Farnèse
- (254-07-S13) 19 novembre 2009 : Le mont Saint-Michel a 1 300 ans

- Mont et merveille
- Les amoureux du mont
- Au royaume de l'hindouisme
- (255-08-S13) 2 décembre 2009 : Le secret des Pharaons bâtisseurs
- (256-09-S13) 9 décembre 2009 : Les bâtisseurs de l'histoire
- (257-10-S13) 6 janvier 2010 : Ces étrangers amoureux de Paris
- (258-11-S13) 13 janvier 2010 : Passion patrimoine : Les français s'engagent
- (259-12-S13) 20 janvier 2010 : Spécial Lyon : Un voyage au fil du Rhône

- Lyon ville lumière
- Les soyeux, l'héritage
- Rhône, un fleuve aux multiples visages
- Les gens du Rhône
- (260-13-S13) 17 février 2010 : Passion patrimoine : Au plaisir des saveurs de France
- (261-14-S13) 24 février 2010 : Paris Rive Droite

- Sur les grands boulevards
- Au cœur du marais
- Les clés de l'Hôtel-de-Ville
- (262-15-S13) 3 mars 2010 : Passion patrimoine : Bretagne au cœur

- L'âge d'or des châteaux et abbayes de Bretagne
- Anne de Bretagne et Barbe Bleue
- Le parc naturel de la mer d'Iroise
- (263-16-S13) 10 mars 2010 : Riviera secrète
- (264-17-S13) 7 avril 2010 : La Savoie : entre lacs et montagne

- Au pays des lacs
- Sur le toit de l'Europe
- Portiers des Alpes
- (265-18-S13) 21 avril 2010 : Passion patrimoine : histoires d'aujourd'hui
- (266-19-S13) 28 avril 2010 - #265: Spécial Tunisie

- L'héritage de Carthage
- Au cœur de la Médina
- Entre oasis et désert
- (267-20-S13) 12 mai 2010 : Gardiens des trésors de la Méditerranée

- Matera, la découverte
- Syrie, sur les traces de la Grande Histoire
- Sporades, l'autre Grèce
- (268-21-S13) 19 mai 2010 : Il était une fois… les bains de mer
- (269-22-S13) 26 mai 2010 : Gardiens des trésors d'Afrique

- les trésors métisses de Saint-Louis
- Parc du W, la perle de l'Afrique de l'Ouest
- (270-23-S13) 2 juin 2010 : L'art des Jardins

- Un jardin au cœur de l'Histoire
- Des jardins à l'anglaise
- La Réunion, Un paradis à préserver
(*) Émission référence pour la numérotation. Pour toutes les émissions référencées dans cet article, « Venise, le renouveau » vient en 210e position, mais est numérotée 250 par « Des Racines et Des Ailes », donc il devrait en manquer 40 non présentes. Si vous avez d'autres informations, n'hésitez pas.... À noter l'absence d'une dizaine d'émissions diffusées au cours des étés 1997-1998 regroupant des reportages diffusés au cours de l'année. De même, les rediffusions estivales (depuis quelques années) ne sont pas comptées et peuvent expliquer ces écarts.

## Saison 14 (2010 - 2011)
- (271-01-S14) 15 septembre 2010 : L'abbaye de Cluny

- Cluny, le temps retrouvé
- Tous acteurs du patrimoine
- Le prix de l'excellence
- (272-02-S14) 29 septembre 2010 : Passion patrimoine : le rêve d'une vie
- (273-03-S14) 6 octobre 2010 : Le goût du Maroc : de Fès à Casablanca
- (274-04-S14) 13 octobre 2010 : Au fil de la Garonne
- (275-05-S14) 20 octobre 2010 : Passion patrimoine, les Français s'engagent : des Pyrénées à la Polynésie

Un film réalisé par Dominique Lenglart
- les Amis de Fontfroide
- les grands Tikis polynésiens d’Hiva-Oa, l’île de Nuku Hiva
- l’archipel des Gambier : la cathédrale de Rikitéa
- (276-06-S14) 10 novembre 2010 : Paris vu d'en haut, Paris en coulisses

- Un balcon sur Paris
- Au cœur de l'Opéra
- Les anges-gardiens du patrimoine
- (277-07-S14) 17 novembre 2010 : Passion patrimoine : de l'Ardèche à la Bourgogne

- le Grand Canyon de l'Ardèche
- le Palais des Évêques à Bourg-Saint-Andréol
- "Terre et couleurs", la basilique Saint-Andoche à Saulieu
- les amis du canal du Nivernais
- (278-08-S14) 24 novembre 2010 : Le génie des bâtisseurs

- Blois, un château dans l'histoire
- Henri III, une légende rose et noire
- Versailles : au temps des inventions
- la révolution du fer et du verre
- (279-09-S14) 1er décembre 2010 : Passion patrimoine : du Périgord au Cotentin

- le Château des Milandes, le village de Commarque, Monbazillac
- La Hague, le Fort de Saint-Marcouf, les Marais du Cotentin
- (280-10-S14) 15 décembre 2010 : Hôtels de légende, le renouveau

- Le Pera Palas d'Istanbul
- La Mamounia de Marrakech
- Le Royal Monceau à Paris
- L'Orient-Express
- (281-11-S14) 12 janvier 2011 : Passion patrimoine : des Pyrénées à la Guadeloupe
- (282-12-S14) 26 janvier 2011 : Les trésors du patrimoine mondial

- le repas gastronomique des Français
- Ouzbékistan (Samarcande, Boukhara)
- (283-13-S14) 9 février 2011 : La France au fil de l'eau
- (284-14-S14) 16 février 2011 : Trésors du Mexique
- (285-15-S14) 9 mars 2011 : Passion patrimoine : Châteaux d'Alsace, trésors basques

- Des châteaux médiévaux en danger, le château du Kagenfels
- Le Haut-Koenigsbourg
- Le patrimoine du littoral atlantique basque, vitrine de l'art déco
- "etche" traditionnelles
- Sur les chemins de Saint-Jacques-de-Compostelle
- (286-16-S14) 30 mars 2011 : L'héritage enfoui du Rhône
- (287-17-S14) 13 avril 2011 : Passion patrimoine : du Lot-et-Garonne à la Corrèze

- La Corrèze : Aubazine, le canal des moines, le Parc de Millevaches, la loutre d'Europe, la noix verte de Brive-la-Gaillarde
- Le Lot-et-Garonne : le château de Blanquefort-sur-Briolance
- (288-18-S14) 27 avril 2011 : Du palais des grands rois au plus grand musée du monde

- la fabuleuse histoire du Louvre
- Il était une fois les Tuileries
- Un écrin pour les arts de l'Islam
- Du Louvre à la Cité Interdite
- (289-19-S14) 11 mai 2011 : Aix, au cœur de la Provence
- (290-20-S14) 25 mai 2011 : L'Égypte, une passion française
- (291-21-S14) 8 juin 2011 : Un jardin sur la Méditerranée

- le Domaine du Rayol : le jardin des Méditerranées
- les Anges gardiens du littoral
- la Rose : la reine des fleurs
- les Grands sites de l'Hérault
- (292-22-S14) 29 juin 2011 : Passion patrimoine : de l'Auvergne à la Lorraine

- Auvergne : les gorges de l'Allier, l'histoire de l'art
- La Lorraine : Metz (le centre Pompidou, la cathédrale Saint-Etienne)
- l'Auvergne chargée d'histoire
-  les ruines du château de Kagenfels
- les maisons à colombages
- le patrimoine verrier des Vosges

## Saison 15 (2011 - 2012)
- (293-01-S15) 14 septembre 2011 : Paris au fil de la Seine

- L'île Saint-Louis, un village à Paris
- Il était une fois l'île de la Cité
- Au fil de la Seine
- (294-02-S15) 28 septembre 2011 : Passion patrimoine : les Cévennes au cœur

- Château médiéval de Portes, le Causse Méjean, le massif d'Aigoual
- Mercoire - au cœur du parc, Sud du Mont Lozère - au Pont-de-Montvert
- (295-03-S15) 5 octobre 2011 : Passion patrimoine : des goûts et des saveurs
- (296-04-S15) 19 octobre 2011 : Albi, merveille du patrimoine mondial

- Au cœur de la cité épiscopale
- Montségur inédit
- Toulouse-Lautrec, d'Albi à Montparnasse
- (297-05-S15) 2 novembre 2011 : Passion patrimoine : un balcon sur la Provence, des gorges du Verdon à la vallée de la Roya
- (298-06-S15) 9 novembre 2011 : Le nouvel Orsay

- les Maîtres de l'Art nouveau
- Orsay, la métamorphose
- Paris au temps des gares
- (299-07-S15) 23 novembre 2011 : Passion patrimoine : Les clés de l'excellence
- (300-08-S15) 7 décembre 2011 : Paris authentique, Paris éclectique

- Paris art déco
- Paris authentique
- Paris jardins secrets
- (301-09-S15) 4 janvier 2012 : Passion patrimoine : La Nouvelle-Calédonie, hors des sentiers battus
- (302-10-S15) 18 janvier 2012 : Passion patrimoine : un voyage en France : Terre de Camargue, canaux de Bretagne

- Terre de Camargue : les Salins d'Aigues-Mortes, l'étang du Fangassier, la Tour du Valat
- Canaux de Bretagne : la Bretagne intérieure, la vallée de l'Erdre, la Perle Noire de la Bretagne, Dinan la cité fortifiée
- (303-11-S15) 15 février 2012 : UNESCO, les 40 ans de patrimoine mondial

- Un patrimoine pour l'humanité
- Nouvelle-Zélande : l'archipel moderne
- Mostar, la renaissance
- Ispahan, l'autre moitié du monde
- (304-12-S15) 29 février 2012 : Passion patrimoine : un balcon sur les Alpes
- (305-13-S15) 7 mars 2012 : Passion patrimoine : le Nord au cœur

- la Chartreuse de Neuville, les Montagnes du Nord, l'Audomarois, les falaises de craie de la Côte d'Opale
- Carillonneur du beffroi de Douai, les Carrières de Wellington, le château de Potelles
- (306-14-S15) 28 mars 2012 : De La Rochelle au Marais Poitevin

- La Rochelle en héritage
- Ré authentique
- Gardiens des îles
- les Gens du marais
- (307-15-S15) 18 avril 2012 : Passion Patrimoine : mon village en France

- Villefranche-de-Conflent
- Fort Liberia, un chef-d'œuvre de Vauban
- Barfleur dans la Manche
- Verteuil-sur-Charente
- (308-16-S15) 25 avril 2012 : Les couleurs du Périgord

- Sarlat : capitale du Périgord noir, la Vézère, la grotte de Lascaux, Belvès
- Château de Jumilhac : au cœur du Périgort vert, la récolte du safran
- l'Abbaye de Cadouin en Périgord pourpre, la vallée du Bergeracois, le château de Bridoire
- (309-17-S15) 9 mai 2012 : Spécial Londres

- Londres, la métamorphose
- Elisabeth II, un destin royal
- Au cœur des parcs royaux
- Londres, so french !
- (310-18-S15) 23 mai 2012 : Passion patrimoine : de la route « Jacques Cœur » à la Nationale 7

(4,24 millions de téléspectateurs, 16,8 %)
- Bourges et l'exceptionnel Palais "Jacques Cœur", le Château d'Ainay-le-Vieil, l'Âne du Berry
- Route mythique de France, la Nationale 7
- Clermont-Ferrand à la rencontre du patrimoine Michelin
- l'Hôtel de la Ponche à Saint-Tropez
- (311-19-S15) 30 mai 2012 : La Bretagne, côté nature

- Trésors des Côtes-d'Armor
- Une abbaye sur la mer
- Jardins des îles

## Saison 16 (2012 - 2013)
- (313-01-S16) 12 septembre 2012 : Au fil de la Loire

- la Loire sauvage
- Au cœur du Val de Loire
- Aux portes de l'Océan
- (314-02-S16) 19 septembre 2012 : Passion patrimoine : du Lot au Cantal
- (315-03-S16) 10 octobre 2012 : Passion patrimoine : du Mont Saint-Michel aux îles Chausey

- Le Mont-Saint-Michel - une nouvelle ère, les conférenciers
- Une immense baie : de Cancale à Granville, des sables mouvants au mascaret
- Les ressources des îles Chausey, les Minquiers
- (316-04-S16) 17 octobre 2012 : De la corniche basque jusqu'aux Pyrénées

- La corniche basque
- Le pays basque au cœur
- Gavarnie, merveille des Pyrénées
- (317-05-S16) 7 novembre 2012 : Passion patrimoine : Le goût du Jura

- Vin de paille, un véritable nectar
- Un des meilleurs chocolatiers de France dans la petite ville d'Arbois
- la Villa Palladienne de Syam
- le Jura, une forêt emblématique
- Jura sauvage : les Alaskan huskies
- (318-06-S16) 14 novembre 2012 : Passion patrimoine : Du Languedoc au Roussillon

- l'Abbaye de Valmagne, l'étang de Thau, le Canal du Midi
- (319-07-S16) 28 novembre 2012 : Passion patrimoine : Un balcon sur le Dauphiné

- le Plateau d'Emparis à la lisière du Parc national des Écrins
- le village perché de La Laupie, les Hauts-Plateaux du Vercors, le Palais du Facteur Cheval
- Vertrieu, Sommet de la Dent de Crolles, Massif de la Chartreuse
- (320-08-S16) 5 décembre 2012 : Paris, histoires et légendes

- Montaigne, l'avenue des créateurs
- Monceau, plaine de légendes
- Rive gauche, de Saint-Michel à Saint-Germain
- (321-09-S16) 9 janvier 2013 : Passion patrimoine : la Corse autrement

- le Cap Corse, le cédrat, les îles Finochiarola, l'étang de Biguglia, la baie de Saint-Florent
- les Agriates, Pêcheur de corail de Bonifacio, la vallée de la Restonica, Parc naturel régional
- (322-10-S16) 16 janvier 2013 : Passion patrimoine : Terre de Gascogne

- château de Mas-d'Auvignon, Le lac de Biscarosse, le lézard ocellé, Castelnau de Lavardens
- Auch et sa cathédrale, Les Landes entre océan et forêt, L'armagnac, les grandes transhumances
- (323-11-S16) 6 février 2013 : Passion patrimoine : Sur la Route Napoléon
- (324-12-S16) 13 février 2013 : Les 850 ans de Notre-Dame

- Notre-Dame au cœur de l'histoire
- Une cathédrale pour le XXIe siècle
- Une île sur la Seine
- (325-13-S16) 13 mars 2013 : Passion patrimoine : Les Antilles hors des sentiers battus
- (326-14-S16) 27 mars 2013 : Marseille-Provence 2013

- La métamorphose de Marseille
- GR 2013 : la grande randonnée
- Sous le signe du centaure
- (327-15-S16) 10 avril 2013 : Passion patrimoine : Le bonheur est au village

- Restauration du patrimoine sur le plateau du Larzac
- Les joyaux Renaissance de la Meuse
- Le parc naturel de Port-Cros et les îles de Porquerolles
- (328-16-S16) 24 avril 2013 : Passion patrimoine : Des Charentes au Poitou

- Talmont-sur-Gironde, la vigie de l'estuaire
- Meschers-sur-Gironde et sa longue falaise
- Royan
- (329-17-S16) 1er mai 2013 : Passion patrimoine : du Gard à l'Ardèche

- le Pont du Gard
- les Gorges du Gardon
- Uzès, joyau médiéval
- Labeaume, les étonnants jardins suspendus
- (330-18-S16) 15 mai 2013 : Passion patrimoine : Bretagne, de la Cornouaille au Léon

- l'école de voile des Glénans
- le château de Kergroadez
- les Moulins de Bretagne
- la broderie de Cornouaille
- la Bretonne pie noir
- (331-19-S16) 29 mai 2013 : De la Riviera à l'arrière-pays

- la Riviera française
- les Alpes, de l'arrière-pays niçois au Mercantour
- l'Italie au cœur des Cinque Terre, sur la côte ligure

## Saison 17 (2013 - 2014)
- (332-01-S17) 18 septembre 2013 : En terre de Bourgogne
- (333-02-S17) 25 septembre 2013 : Passion patrimoine : sur le Rhône et ses affluents

- Patrimoine du Dauphiné
- Lac Léman et le fort l’Écluse
- Des carrières aux caves d'affinage
- De l'Isère au luxe
- Radeliers de la Durance
- La Dombes
- Vivre sur le Rhône à Beaucaire
- (334-03-S17) 9 octobre 2013 : Passion patrimoine : De La Réunion à Mayotte

- La Réunion : le Cirque de Mafate, les Mystères du Piton de la Fournaise, l'Ancienne Île Bourbon, les équipes du Parc National
- Mayotte : les rivages de Mayotte, la plage de Bandrelé, l'Ylang-ylang la reine des fleurs, les îles Éparses
- (335-04-S17) 23 octobre 2013 : Du Versailles des rois au Versailles de la République

- Le Nôtre un génie français
- Le Nôtre et ses héritiers
- Il était une fois le Grand Trianon
- (336-05-S17) 6 novembre 2013 : Passion patrimoine : Le Pays d'Arles

- Une épave antique au fond du Rhône
- La cathédrale Saint-Trophime
- Le massif des Alpilles
- La plaine de la Crau
- (337-06-S17) 13 novembre 2013 : Passion Patrimoine : Le goût du Béarn et de l'Ariège

- Le Béarn : Les Gaves, Pau entre les siècles, Bergeries des Pyrénées, Gaston Fébus, une main de fer sur le Foix-Béarnais
- En Ariège : Le cirque de Crabère, les grottes fortifiées, l'Isard, l'Ariège vue du ciel
- (338-07-S17) 4 décembre 2013 : Budapest, au fil du Danube

- De la forêt Noire à Vienne
- Budapest sur Danube
- Les trésors du delta
- (339-08-S17) 11 décembre 2013 : Passion patrimoine : la Picardie entre terre et mer

- Les cathédrales
- Le littoral de la Belle Époque
- La baie de Somme
- (340-09-S17) 25 décembre 2013 : Un balcon sur la France

- En autogire au-dessus du Quercy
- La vallée du Beaufortain
- Volcans d'Auvergne
- Le massif du Queyras et son observatoire
- La forêt tropicale de Guyane
- Les sommets de l'Ariège en highline
- (341-10-S17) 29 janvier 2014 : Passion patrimoine : Les pays de Savoie

- Les châteaux du Duché de Savoie
- Le Fort de l'Esseillon
- Les lacs de Haute-Savoie
- L'art baroque italien de la vallée de la Tarentaise
- Les mystères scientifiques du Mont-Blanc
- (342-11-S17) 26 février 2014 : Passion patrimoine : en Polynésie, de Tahiti aux Marquises

- La sauvegarde des animaux marins à Mo'Orea
- Tahiti et ses orangers sauvages
- Les danses ancestrales
- Hiva'Oa, le jardin des Marquises
- Le monoï de Fatu Hiva
- (343-12-S17) 12 mars 2014 : Passion patrimoine : sur les rives de la Garonne

- le Trou du Toro, Potager dans les Comminges, L'Agenais : patrimoine et Garonne, les chartreuses, Sainte-Croix-du-Mont,
- le château de Montesquieu, le Pont d'Aquitaine, La citadelle de Blaye dans l'estuaire de la Gironde
- (344-13-S17) 2 avril 2014 : Paris nouveau, Paris rétro, Paris insolite

- La nouvelle Seine
- Hôtels particuliers (Hôtel de Sully et Hôtel de Beauharnais/Ambassade d'Allemagne)
- Tout un monde à Paris (Pavillon des Indes, Jardin Albert Khan, Cité universitaire)
- (345-14-S17) 9 avril 2014 : Passion patrimoine : le Vaucluse, du Ventoux au Luberon

- le "Géant de Provence", la Cathédrale Sainte-Marie de l'Assomption de Vaison-la-Romaine, l'Isle-sur-la-Sorgue,
- le sentier des Ocres de Roussillon et des mines de Gargas, l'Observatoire SIRENE, le diamant rouge de Provence
- le Parc Naturel Régional du Luberon, la Garance des teinturiers, Fontaine de Vaucluse
- (346-15-S17) 23 avril 2014 : Patrimoines d'exception

- La République ouvre ses portes (Château de Champs-sur-Marne; Domaine de Rambouillet; Château de Vizille)
- La grotte aux merveilles
- Des Maures aux îles d'or
- Une découverte spectaculaire
- Qui était vraiment Homo Sapien ?
- la Caverne du Pont d'Arc
- (347-16-S17) 14 mai 2014 : Routes de France, routes des vacances

- Voyage dans les années 50 et gastronomie sur la Nationale 7
- Les publicités de la Nationale 10
- Le pays Basque de Biarritz à Hendaye
- (348-17-S17) 21 mai 2014 : Passion Patrimoine : Le goût du Morbihan

(Réalisation : Philippe Poiret - Journaliste : Caroline Conte - Image : Bertrand Rubé & Mathieu Hortsmann - Son : Michel Thoret - Musique : Melody Box)
(Production : CAPA, France Télévisions - Distribution : Newen Distribution - 1h48)
- Les îles du Golfe, La vallée du Blavet, Des photographies naturelles
- Mystères des alignements de Carnac, L'île de Creizic
- (349-18-S17) 4 juin 2014 : Passion patrimoine : de la Vendée au pays nantais

- L'île d'Yeu
- L'île de Noirmoutier et le passage du Gois
- L'Abbaye royale Notre-Dame de Lieu-Dieu
- L'estuaire du Payré
- Les Sables-d'Olonne
- La pointe d'Arçay
- Le logis de Chaligny et le jardin de William Christie
- Le pays de Clisson
- La Loire à vélo (les pêcheries de Saint-Brévin-les-Pins, les villages de Paimbœuf et Trentemoult, Les vignes du Cellier...)
- (350-19-S17) 27 août 2014 : De la côte Vermeille aux Pyrénées

- Une frontière pour deux royaumes
- Au-delà des frontières
- De Collioure à Cadaquès

## Saison 18 (2014 - 2015)
- (351-01-S18) 17 septembre 2014 : Passion patrimoine : Au fil de la Dordogne, de l'Auvergne à l'Aquitaine

- La Dordogne, réserve de la biosphère
- Mont-Dore, les fastes de la Belle Époque
- Gorges de Corrèze
- L'or bleu
- Le Périgord noir
- Surfer le mascaret
- (352-02-S18) 24 septembre 2014 : À Carcassonne

- L'héritage de Viollet-le-Duc
- Venise, Pompeï, attention danger
- Patrimoine naturel, l'exemple américain
- (353-03-S18) 1er octobre 2014 : Passion patrimoine : Sur les chemins de l'Aveyron

- Le viaduc de Millau
- Une plongée dans le Moyen-Âge
- La fée électricité
- Canyon de Bozouls
- un espace naturel sensible
- L'Australie aveyronnaise
- Sur les chemins de Saint-Jacques
- (354-04-S18) 8 octobre 2014 : Passion patrimoine : La Riviera, entre Cannes et Portofino

- (Réalisation : Philippe Poiret & Frédéric Vassort - Prod : CAPA, France Télévisions - Journaliste : Caroline Conte)
- (Image : Frédéric Vassort, Lionel Langlade - Son : Michel Thoret, Pierre Begon Lours, Laurent Kadouch)
- (Musique : Melody Box - Distribution : Newen Distribution - 1h52)
- L'île Saint-Honorat et les jardins du palais monégasque, Palais et villa de la Côte d'Azur
- Sauvetage de la villa de Charles Garnier, Protéger les baleines, Portofino
- (355-05-S18) 22 octobre 2014 : Depuis le Palais Jacques-Cœur

- La guerre de 100 ans entre vérité et légende
- L'héritage des favorites
- Le Berry nature
- (356-06-S18) 5 novembre 2014 : Passion patrimoine : En Bretagne, de la baie de Morlaix au cap Fréhel

(Réalisation, écriture, son : François Cardon - Image : Eric Pouget, Marc Renault, Emmanuel Donfut - Prod : Eclectic Production, France Télévisions)
(Commentaire de Mathilde Deschamps-Lotthé) (1h55)
- Morlaix entre patrimoine et sanctuaire
- Monuments historiques et arts décoratifs
- Côtes et îles
- Les joyaux des rivières bretonnes
- Les caps d'Erquy et Fréhel
- (357-07-S18) 19 novembre 2014 : Au fil du Rhin
- (358-08-S18) 3 décembre 2014 : Passion patrimoine : Le goût du Limousin

- Paysages irréels du bocage
- Des villages préservés
- Au fil des rails
- Limoges, entre art décoratif et or blanc
- Le plateau de Millevaches
- (359-09-S18) 7 janvier 2015 : Passion patrimoine : les Pyrénées, entre France et Espagne
- (360-10-S18) 28 janvier 2015 : La France des grands espaces

- (Réalisation & écriture : Emmanuel Roblin - Image : Jean-Pierre Guillerez, Pascal Sentenac, Philippe Moreau et Olivier Alexandre, Laurent Mollard)
- (Son : Arnaud Lavaleix & Renaud Péan - Commentaire : Mathilde Deschamps-Lotthé - Prod : Eclectic Production, France Télévisions - 1h51)
- Mont-Blanc : la formidable histoire des glaciers alpins
- Écrins : les plantes au sommet des montagnes
- entre le bassin d’Arcachon et la pointe de Grave
- Corse : au cœur de la forêt du Fangorn
- (361-11-S18) 18 février 2015 : Passion patrimoine : Des Vosges au lac Léman
- (362-12-S18) 25 février 2015 : Passion patrimoine : en remontant le Lot
- (363-13-S18) 11 mars 2015 : Paris authentique, Paris insolite

- Montmartre au cœur
- Le nouveau cœur de Paris
- Paris au vert
- (364-14-S18) 25 mars 2015 : Passion patrimoine : La Drôme, entre Vercors et Provence

- Géologie en forêt de Saou
- Vestiges des Seigneurs locaux
- La Drôme nourrice des vignobles
- Guerres de religions et patrimoine
- Routes suspendues du Vercors
- La lavande, de la récolte aux huiles essentielles
- (365-15-S18) 1er avril 2015 : Passion patrimoine : En Île-de-France, de la vallée de Chevreuse aux bords de Marne

- (Réalisation : Maud Gangler & Franck Dhelens - Journalistes : Caroline Conte & Marie Maurice - Prod : CAPA Presse, France Télévisions)
- (Image : Franck Dhelens, Lionel Langlade, Christophe Astruc, Bernard Cazedepats, Cyril Thomas, Philippe Dorelli)
- (Son : Nicolas Schlomoff, Laurent Kadouch, Laurent Langlois, Pierre Begon Lours, Géraud Combelles, Franck Cassar - 1h56)
- Île-de-France vue d'en haut, Seine sauvage, l'architecture francilienne
- les Bords de Marne, Basilique Saint-Denis, Terres maraichères
- Vallée de Chevreuse, le premier aérodrome
- (366-16-S18) 15 avril 2015 : De Barcelone aux Baléares

- le Rêve de Gaudi
- le Goût de Barcelone
- les Baléares autrement
- (367-17-S18) 29 avril 2015 : Passion patrimoine : En Normandie, du Perche au Cotentin

- le Manoir du Parc, le Manoir du Bais à Ambremer
- le Camembert normand
- au fil de l'Orne, Bagnoles-de-l'Orne
- la Gare maritime de Cherbourg
- Aurigny la petite île anglo-normande
- (368-18-S18) 06 mai 2015 : Passion patrimoine : Sur la Loire, entre Touraine et Anjou

- Amboise et son fleuve
- Paramotoristes et intraterrestres du Val de Loire
- le Busard cendré
- "Vigne en ville"
- le Goût du poisson de rivière
- "Terres et couleurs" de Richelieu
- (369-19-S18) 13 mai 2015 : Du massif des Maures au golfe de Saint-Tropez

- Du Massif des Maures aux Gorges du Verdon
- la Véritable histoire de Saint-Tropez
- Saint-Tropez et son golfe

## Saison 19 (2015 - 2016)
- (370-01-S19) 9 septembre 2015 : Terre de Languedoc

- le Canal du Rhône à Sète, les Compagnons de Maguelone
- Agde, Château Laurens, Gruissan
- le Cirque de Navacelles, la rivière la Vis
- les Cochonnets bio du Larzac
- Vaste vignoble du Languedoc, les somptueux hôtels particuliers
- les Mouflons des Monts Caroux et de l'Espinouse
- (371-02-S19) 16 septembre 2015 : De la Côte d'Émeraude à la Vallée de la Rance

- Sur la côte d'Émeraude (Réalisatrice : Claire Lajeunie, Images : Bertrand Rubé, Son : Laurent Kadouch / Prod : L2Film)
- Saint-Malo, le passé recompensé (Réalisatrice : Hélène Frandon, Images : Jean-Christophe Hainaud, Son : Didier Pêcheur, Prod : France 3)
- Au fil de la Rance (Réalisatrice : Julie Zwobada, Images : Bertrand Rubé, Son : Laurent Kadouch et Michel Thoré, Prod : L2Film)
- (372-03-S19) 23 septembre 2015 : Passion patrimoine : De la Champagne aux Ardennes

- À Cuiles, la fabrication du champagne
- Reims, la cité des Rois de France
- Troyes, capitale des comtes de Champagne
- le Parc naturel régional de la Forêt d'Orient
- Charleville-Mézières méconnue
- (373-04-S19) 30 septembre 2015 : Passion patrimoine : Au fil de la Durance, des Hautes-Alpes à la Provence

(film réalisé par Saléha Gherdane)
- (374-05-S19) 7 octobre 2015 : Rêves de pierre

(Émission présentée de Chambord par Carole Gaessler et réalisée par Jean-Luc Orabona - 1h52)
- Chambord, le rêve d'un roi
(un reportage de Jacques Plaisant et Raphaël Licandro) (Prod : Tournez s'il vous plaît)
- Chambord nature
(un reportage de Thibaud Marchand, Raphaël Licandro, Marie Luquet-Courbon) (Prod : Tournez s'il vous plaît)
- Des châteaux en Écosse
(un reportage d'Isabelle Thomas, Guy Sabin, Matthieu Hauville, Alain Barnault, Émilie Boyer-King, Cécile Lecante, Thierry Durel, Olivier Beaud)
- (375-06-S19) 14 octobre 2015 : Passion patrimoine : Au fil du Tarn
- (376-07-S19) 4 novembre 2015 : En Corse

- Du Golfe de Porto à Ajaccio
(un reportage d'Hélène Frandon, Jean-Christophe Hainaud, Laurent Maisondieu, Pascal Montagna - Prod : France 3)
- Un Belvédère sur la Montagne
(un reportage de Saléha Gherdane, Raphaël Licandro, Raphaël Beauvois, Géraldine Dupuis, Olivier Beaud - Prod : France 3)
- Un Parc entre Corse et Sardaigne
(un reportage d'Hélène Frandon, Jean-Christophe Hainaud, René Heuzey, Laurent Maisondieu, Pascal Montagna - Prod : France 3)
- (377-08-S19) 18 novembre 2015 : Passion patrimoine : au Pays basque, entre Bayonne et Saint-Sébastien

(un film de Véronique Préault & Jérôme Mignard - 2014 - 1h55)
- (378-09-S19) 25 novembre 2015 : Passion patrimoine : sur les chemins du Gers

(un film de Franck Dhelens & Hélène Gautier - 2015 - 1h54 - Prod : CAPA, France Télévisions)
- (379-10-S19) 2 décembre 2015 : Passion patrimoine : Des Monts du Beaujolais aux Monts d'Ardèche
- (380-11-S19) 9 décembre 2015 : Passion patrimoine : à travers les pays de Savoie
- (381-12-S19) 3 février 2016 : Passion patrimoine : terres de Bretagne, du pays rennais à la presqu'île de Crozon
- (382-13-S19) 17 février 2016 : Passion patrimoine : Au fil de l'Allier
- (383-14-S19) 9 mars 2016 : Paris Rive Droite (2)
- (384-15-S19) 16 mars 2016 : En Bourgogne, entre Saône et Loire
- (385-16-S19) 23 mars 2016 : Passion patrimoine : le goût du Nord et du Pas-de-Calais
- (386-17-S19) 30 mars 2016 : Passion patrimoine : sur les rives de la Charente
- (387-18-S19) 7 avril 2016 : Au fil du Tibre (émission spéciale présentée à Rome) (**)
- (388-19-S19) 13 avril 2016 : Passion patrimoine : en Provence, du pays d'Aix aux Alpilles
- (389-20-S19) 27 avril 2016 : Passion patrimoine : entre Sarthe et Mayenne
- (390-21-S19) 29 juin 2016 : Passion patrimoine : du mont Lozère au plateau de l'Aubrac

(**) Émission présentée comme étant l'émission 400, voir note (*) dans la saison 2009-2010

## Saison 20 (2016 - 2017)
- (391-1-S20) 7 septembre 2016 : En Gironde, des vignobles aux grands lacs
- (392-2-S20) 14 septembre 2016 : Passion patrimoine : en Auvergne, du Puy-de-Dôme au Cantal
- (393-3-S20) 21 septembre 2016 : Des lacs de Savoie aux lacs italiens
- (394-4-S20) 5 octobre 2016 : De l'Atlantique à la Méditerranée, au fil de la Garonne et du canal du Midi
- (395-5-S20) 12 octobre 2016 : En Normandie, du Mont-Saint-Michel au pays de Caux
- (396-6-S20) 2 novembre 2016 : Passion patrimoine : sur la route des Grandes Alpes
- (397-7-S20) 16 novembre 2016 : Passion patrimoine - un balcon sur le Jura
- (398-8-S20) 23 novembre 2016 : Terres de légendes, du Finistère à l'Irlande
- (399-9-S20) 7 décembre 2016 : Passion patrimoine : en remontant la Seine, de l'estuaire à Paris
- (400-10-S20) 4 janvier 2017 : Passion patrimoine : le goût du Tarn et de l'Aveyron
- (401-11-S20) 18 janvier 2017 : Au fil du Rhône : entre Camargue et coteaux du Lyonnais
- (402-12-S20) 15 février 2017 : Passion patrimoine : le tour du Mont-Blanc
- (403-13-S20) 22 février 2017 : Passion patrimoine : en remontant la Loire, de l'estuaire au Val d'Amboise
- (404-14-S20) 22 mars 2017 : Passion patrimoine : entre Rhin et Moselle
- (405-15-S20) 29 mars 2017 : En Andalousie, au fil du Guadalquivir, le plus grand fleuve du sud de l'Espagne
- (406-16-S20) 19 avril 2017 : Un voyage en Haute-Corse
- (407-17-S20) 17 mai 2017 : Passion patrimoine : des monts Jura au Val de Saône

## Saison 21 (2017 - 2018)
- (408-1-S21) 6 septembre 2017 : Sur les rives de l'Isère
- (409-2-S21) 13 septembre 2017 : Rois et bâtisseurs, depuis Versailles
- (410-3-S21) 27 septembre 2017 : Gardiens des trésors du Gard
- (411-4-S21) 4 octobre 2017 : Passion patrimoine : du Cotentin au pays de Saint-Malo
- (412-5-S21) 11 octobre 2017 : Passion patrimoine : les Alpes, côté sud
- (413-6-S21) 1er novembre 2017 : Passion patrimoine : le goût de l'Aude et du Pays catalan
- (414-7-S21) 8 novembre 2017 : Passion patrimoine : sur les chemins du Massif Central
- (415-8-S21) 15 novembre 2017 : Passion patrimoine : un balcon sur les Pyrénées
- (416-9-S21) 29 novembre 2017 : La Grèce en héritage (Spécial 20 ans)
- (417-10-S21) 6 décembre 2017 : Passion patrimoine : sur les routes des Hauts-de-France
- (418-11-S21) 17 janvier 2018 : Passion patrimoine : terre de Vendée
- (419-12-S21) 31 janvier 2018 : Paris, de place en place
- (420-13-S21) 7 février 2018 : Passion patrimoine : Entre Béarn et Bigorre
- (421-14-S21) 14 février 2018 : Entre le Lot et la Dordogne
- (422-15-S21) 21 février 2018 : Passion patrimoine : mon village en Bourgogne
- (423-16-S21) 7 mars 2018 : Des terroirs, des châteaux et des vignes
- (424-17-S21) 14 mars 2018 : Passion patrimoine : un balcon sur la Corse
- (425-18-S21) 28 mars 2018 : Chefs-d’œuvre de bâtisseurs, de Vauban à Louis II de Bavière
- (426-19-S21) 11 avril 2018 : Passion patrimoine : mon village en Provence
- (426-20-S21) 16 mai 2018 : Jardins d'exception depuis la villa Ephrussi de Rothschild

## Saison 22 (2018 - 2019)
- (427-1-S22) 12 septembre 2018 : Passion patrimoine : sur les chemins du Var
- (428-2-S22) 26 septembre 2018 : Le Morbihan, entre terre et océan
- (430-4-S22) 10 octobre 2018 : Trésors du Vaucluse
- (431-5-S22) 14 novembre 2018 : Passion patrimoine : sur les routes du Midi toulousain
- (432-6-S22) 21 novembre 2018 : Passion patrimoine : le goût de l'Île-de-France
- (433-7-S22) 28 novembre 2018 : Passion patrimoine : un hiver en Alsace
- (434-8-S22) 30 janvier 2019 : Passion patrimoine : Sur les chemins du Dauphiné
- (435-9-S22) 20 février 2019 : Les trésors de la route Napoléon
- (436-10-S22) 13 mars 2019 : Passion patrimoine : sur les routes de Franche-Comté
- (437-11-S22) 20 mars 2019 : Passion patrimoine : Le goût de la Bretagne
- (438-12-S22) 27 mars 2019 : La Pyramide du Louvre fête ses 30 ans
- (439-13-S22) 3 avril 2019 : Du Poitou aux îles des Charentes
- (440-14-S22) 1er mai 2019 : Passion patrimoine : que sont-ils devenus ? (100e numéro de la collection, 102e référencé ici)
- (429-3-S22) 15 mai 2019 : En Toscane, au fil de l'Arno (émission initialement programmée pour être diffusée le 3 octobre 2018, mais qui avait été déprogrammée à la suite du décès de Charles Aznavour, d'où le saut de numérotation)

## Saison 23 (2019 - 2020)
- (441-1-S23) 4 septembre 2019 : Passion patrimoine : sur les chemins de Compostelle
- (442-2-S23) 11 septembre 2019 : Passion patrimoine : sur les routes de l'Hérault
- (443-3-S23) 18 septembre 2019 : La tour Eiffel a 130 ans
- (444-4-S23) 25 septembre 2019 : Trésors de la Riviera
- (445-5-S23) 13 novembre 2019 : Pour que vive Notre-Dame !
- (446-6-S23) 27 novembre 2019 : Passion patrimoine : sur les routes du Limousin
- (447-7-S23) 4 décembre 2019 : Passion patrimoine : mon village en Aveyron
- (448-8-S23) 11 décembre 2019 : En Autriche, entre Vienne et Tyrol
- (449-9-S23) 5 février 2020 : Passion patrimoine : le goût de la Haute-Savoie
- (450-10-S23) 1er avril 2020 : En Picardie, entre terre et mer
- (451-11-S23) 6 mai 2020 : Passion patrimoine : ma Normandie au printemps
- (452-12-S23) 13 mai 2020 : Passion patrimoine : au pays de Garonne
- (453-13-S23) 20 mai 2020 : Le goût du pays Basque
- (454-14-S23) 27 mai 2020 : Trésors en héritage depuis Villandry, dans le Val de Loire

## Saison 24 (2020 - 2021)
- (455-1-S24) 2 septembre 2020 : Passion patrimoine : le Périgord au cœur
- (456-2-S24) 16 septembre 2020 : Terroirs d'excellence en Provence
- (457-3-S24) 23 septembre 2020 : Passion patrimoine : un balcon sur l'Auvergne
- (458-4-S24) 7 octobre 2020 : Terroirs d'excellence en Occitanie
- (459-5-S24) 14 octobre 2020 : Terroirs d'excellence en Savoie
- (460-6-S24) 11 novembre 2020 : Entre Tarn et Garonne, depuis Albi
- (461-7-S24) 25 novembre 2020 : Passion patrimoine : les Pyrénées au cœur
- (462-8-S24) 2 décembre 2020 : Notre-Dame, Chartres, Venise : chefs-d’œuvre en renaissance
- (463-9-S24) 13 janvier 2021 : Terroirs d'excellence en Alsace
- (464-10-S24) 20 janvier 2021 : Sur les chemins du Mont-Saint-Michel
- (465-11-S24) 17 février 2021 : Terroirs d'excellence en Bretagne
- (466-12-S24) 24 mars 2021 : Terres de Bourgogne
- (467-13-S24) 7 avril 2021 : Terroirs d'excellence en Pays de la Loire
- (468-14-S24) 26 mai 2021 : Du bassin d'Arcachon aux Landes de Gascogne
- (469-15-S24) 2 juin 2021 : Sur les sentiers du littoral, du cap d'Antibes aux calanques

## Saison 25 (2021 - 2022)
- (470-1-S25) 8 septembre 2021 : Passion patrimoine : sur le sentier des douaniers en Bretagne
- (471-2-S25) 13 octobre 2021 : Passion patrimoine : terroirs d'excellence en Midi toulousain
- (472-3-S25) 20 octobre 2021 : Passion patrimoine : terroirs d'excellence en Champagne
- (473-4-S25) 27 octobre 2021 : Passion patrimoine : les Charentes au cœur
- (474-5-S25) 10 novembre 2021 : Passion patrimoine : Le goût du Québec
- (475-6-S25) 1er décembre 2021 : Passion patrimoine : terroirs d'excellence entre Beaujolais et Lyonnais
- (476-7-S25) 8 décembre 2021 : Paris sur Seine, 1000 ans d'histoire
- (477-8-S25) 5 janvier 2022 : L'héritage fabuleux des Normands
- (478-9-S25) 12 janvier 2022 : Passion patrimoine : sur les chemins des Alpes du Sud
- (479-10-S25) 26 janvier 2022 : Passion patrimoine : En Bourgogne, terroir d'exception
- (480-11-S25) 16 mars 2022 : Passion patrimoine : terroirs d'excellence en Auvergne
- (481-12-S25) 30 mars 2022 : Trésors des Hauts-de-France
- (482-13-S25) 13 avril 2022 : Passion patrimoine : le temps nouveau des cathédrales
- (483-14-S25) 25 mai 2022 : Trésors de Méditerranée
- (484-15-S25) 1er juin 2022 : 70 ans de règne de la reine d'Angleterre

## Saison 26 (2022 - 2023)
- (485-1-S26) 28 septembre 2022 : L’Égypte, une passion française
- (486-2-S26) 19 octobre 2022 : Passion patrimoine : Terroirs d'excellence en Normandie
- (487-3-S26) 26 octobre 2022 : Passion patrimoine : la Lozère au cœur
- (488-4-S26) 9 novembre 2022 : Passion patrimoine : mon île en Bretagne
- (489-5-S26) 7 décembre 2022 : Passion patrimoine : Ariège, terre d'émotion
- (490-6-S26) 11 janvier 2023 : Passion patrimoine : terroirs d'excellence en Périgord
- (491-7-S26) 1er février 2023 : Passion patrimoine : des trésors aux enchères
- (492-8-S26) 22 mars 2023 : Passion patrimoine : mon île, ma bataille
- (493-9-S26) 29 mars 2023 : Passion patrimoine : sur les chemins de la Drôme et du Vercors
- (494-10-S26) 3 mai 2023 : Le couronnement d'un roi
- (495-11-S26) 31 mai 2023 : En Normandie, sur le sentier des douaniers

## Saison 27 (2023 - 2024)
- (496-1-S27) 30 août 2023 : Brocantes, braderies, le renouveau
- (497-2-S27) 4 octobre 2023 : Passion patrimoine : Les anges gardiens du patrimoine
- (498-3-S27) 25 octobre 2023 : Passion patrimoine : la France vue d'en haut
- (499-4-S27) 6 décembre 2023 : Versailles, 400 ans de faste et d'excellence
- (500-5-S27) 20 décembre 2023 : Le temps de Noël, de l'Alsace aux fjords de Norvège
- (501-6-S27) 10 janvier 2024 : Passion patrimoine : mon village, de l'Aveyron à la Provence
- (502-7-S27) 31 janvier 2024 : Venise, entre lagune et carnaval
- (503-8-S27) 21 février 2024 : Passion patrimoine : terroirs d'excellence dans les Vosges
- (504-9-S27) 24 avril 2024 : Sur les chemins oubliés des Pays de Savoie
- (505-10-S27) 22 mai 2024 : Sur les chemins oubliés de Bretagne

## Saison 28 (2024 - 2025)
- (506-1-S28) 11 septembre 2024 : Au fil de la Loire
- (507-2-S28) 25 septembre 2024 : Sur les chemins oubliés du Pays basque
- (508-3-S28) 6 novembre 2024 : Passion patrimoine : sur la piste des trafiquants d'art
- (509-4-S28) 11 décembre 2024 : Terroir d'excellence en Franche-Comté, du Jura au pays de Montbéliard
- (510-5-S28) 8 janvier 2025 : Passion patrimoine : terroirs d'excellence en Ardèche
- (511-6-S28) 22 janvier 2025 : Passion patrimoine : terroirs d'excellence ans les Alpes provençales
- (512-7-S28) 5 février 2025 : Passion patrimoine : terroirs d'excellence entre Lot et Corrèze
- (513-8-S28) 26 mars 2025 : Les passionnés du littoral : du bassin d'Arcachon au nord de la Bretagne
- (514-9-S28) 7 mai 2025 : Passion patrimoine : mon île à La Réunion
- (515-10-S28) 14 mai 2025 : 1 000 ans d'excellence en Normandie
- (516-11-S28) 11 juin 2025 : Jubilé du Vatican, quand Rome retrouve sa splendeur